# جووانی باتیستا سیدوتی
جووانی باتیستا سیدوتی (انگلیسی: Giovanni Battista Sidotti) (۱۶۶۸–۱۷۱۴) یک کشیش سکولار ایتالیایی و یک مبلغ عضو کنگره ترویج ایمان بود. وی در طول دوره ادو به طور غیرقانونی وارد ژاپن و بازداشت شد در نتیجه تا زمان مرگ تحت بازداشت بود.